# اقتلها (قصص قصيرة)

اقتلها (يوسف إدريس)

اقتلها مجموعة قصص قصيرة للكاتب الدكتور يوسف إدريس  صدرت عن مكتبة مصر في كتاب من 66 صفحة  يشمل القصص: السيجار - يموت الزمار -19052- أنصاف الثائرين -اقتلها- صح - البطل. صدر الكتاب عام 1982  لقصص كتبها إدريس 1981 فيما عدا قصتي «صح» و«البطل» من الخمسينات.
سبع قصص قصيرة مختلفة المشارب والاتجاهات، يتجول «يوسف إدريس» بين جنبات المجتمع المصري معلنا نماذج مختلفة من فلسفته في الحياة. في قصة «يموت الزمار» يكتب عن نفسه وكيف أنه عاد للكتابة مرة أخرى بعدما توقف عنها.

## السيجار
ربما للمرّة النادرة الثالثة أو الرابعة في حياتيء حدّث ذلك الشيء الذي كثيرا ما يحلّم به أي راكب إعتاد ركوب الطائرة وحيدا حتى أصبحّت مسألة من يكون جاره وكيف يكون، أهمّ ما يخطر بباله قبل وأثناء - وربّما بعد - الركوب. بضربة حظّ مفاجئة، والمقاعد حولي وعبر الطائرة كثيرة وفارغة، وجاءت الحلوة الطويلة ذلك الطول السامق الذي نفتقده في شرقيّاتنا القزميات القصيرات مبتسمة ابتسامة المرحّب بك، وبكل ما يمكن أن يدور بخّلّدك، حمراء الشعر، حمراء النّمش، حمراء البياض. اختارت - دون المقاعد جميعها - ذلك المجاور لي وإعتلته. الظاهر أن صّمّام الحظ كان قد أفلّت من قبضة النّحس تماما وقبل أن تقلع الطائرة كانت قد طلبّت مني مطلبا صعبا جدّا ومن فرط جسامته يكاد يكون مستحيلا، أن أتفضّل وأتنازل وأسمح وأكونّ دليلّها حين تصل إلى القاهرة. مضت خطّتي في طريقها بأسرع وأروع ما توقعت، وانتهى العشاء وكنت أعرف وأحفظ درس السيجارة، والحريق الصغير الذي علي أن أحدثه، وأول نفس لها من السيجارة كيف تخرجه، ومددت يدي بعلبتي أنا أعزم ولكنّها هزّت رأسها بأناقة بالغة معتذرة وبيد رخوة مدّت يدها إلى حقيبة يدها وفتحتها وأخرجت. أخرجت. أخرجت سيجارا ضخما من حجم تشرشل وفضّت عنه ورق السلوفان وبين شفتيها وضعته... السيجار، قالت: أعرف أن كثيرا من الرجال لا يعجبهم أن تّدخن المرأة السيجار مثلهم. أرجو أن تكون من المؤمنين بالمساواة. أليس كذلك؟ هرّزت رأسي موافقا وعن يقين موافق، فالسيجار في الحقيقة قد ساوى بيننا، بين ملكتى البافارية. وبين الرجل، أي رجل، أنا مثلا.

## يموت الزمار
أدركث جانبا من عظمة وعبقرية شكسبير الشاعر الكاتب فليست روعته أنه فقط كتّب ولكن الأروع من كتابته أنه عرّف متى وكيف يتوقف ويقف. في الواحدة والخمسين كان قد انتهى من كتابة آخر أربع أعظم مسرحياته على الإطلاق: «الملك لير» و«عطيل» و«ماكبث» و«هاملت». ورحل إلى بلدته، وهناك اشترى منزلا (أصبح الآن كعبة الرواد) ومكث عامّين بعيدا تماما عن الكتابة والمسرح وكلّ ما يتصل بهما، ثم مات في الثالثة والخمسين. أني لست فقط مختلفا تماما، كما ونوعا وحياة عن شكسبير وغيره، ولكن مختلف أيضا أني موظف كتابة عام بينما كان هو صاحب قطاع خاص، في استطاعته تصفية كتابته والعيش بما يتبقى لديه من رأس مال، أنا موظّف في جريدة كبرى تدفع لي راتبا شهريا من أجل أن أكتب وعلي - شئت أم أبيت، ومن أجل أن أعيش - أن أظلّ أكتب فإذا قررت أن أكف تماما عن الكتابة فأبسط المواقف الشريفة، أن أبحث لي عن عمل آخر أو وسيلة حياة ثانية وهكذا مثلما يفعلون قبل المعاش، حيث من حقهم أخذ إجازة ثلاثة أو أربعة أشهر أعطيث لنفسي الحقّ في إجازة أبحث فيها عن مصدر رزق، أزرع قطعة الأرض التي تخصني في قريتنا، افتتح مستوصفا للعلاج الرخيص، أتقن حرفة التّجارة التي أهواها، والتي أصبحّت ماهية الأسطى فيها لا تقل عن عشرة جنيهات في اليوم، أحيل عربتي إلى تاكسي أعمل عليه. أي شيء إلا أن أمسك القلم مره أخرى وأتحمل مسئولية تغيير عالّم لا يتغّير، وإنسان يزداد بالتغيير سوءا، وثورات ليت بعضّها ما قام، فما حدث بعد بعضها أبشع مما كان عليه الحال قبلها. يأس؟ ولماذا نسمّي النظرة الحقيقية الواقعية يأسا والتمسك بخرافة الأحلام التي لا تتحقق هو التفاول الإنساني الذي لا نجده سوى في الكتب وعلى ألسنة وأفواه وأقلام إخواننا الكتّاب. يموت الزّمار وأصابعه تلعب، فالعزف شكّل موجات وجوده، وحتما يظل
يعزف ويعزف إلى آخر الرّمق. فماذا تفعل؟ إنه وجودك لا فكاك منه. فما أزال حبيس قدّري وموجاتي مهما صرّخت. أيمكن أن يكون الحبيس سعيدا؟ 

## 19502
ظّن في بادئ الأمر أنه مغمّض العينين، باستماتة حاوّل فتحّهما لم يستطع. كانتا فعلا مفتوحتّين، المرآة أمامه، بكلّ قواه حدّق، الفضّة العاكسة تعكس كلّ ما أمامها. ولكن الشيء الوحيد وجهه، ليس هناك، جنّ، انقّض بيده على وجهه يتحسسه. وجهه غير موجود في المرآة العاكسة. جرى هابطا الأدوار كلها، نفس سعاة وعلامات ومصلّيات كل دور. في لهوجته داس بكلّ ثقله على قدّم عواطف وكيلة العلاقات العامة الحامل في شهرها الثامن، لم تصرخ ولم تحتج، وصل إلى الشارع. على الباب الرئيسي وقّف يصرخ بأعلى صوته. الناس تروح وتجئ، لا أحد يلتفت، لا رأس يرتفع! ملذه الغيظ تماما، والله لأعلمها! خلع كلّ ملابسه، قطعة قطعة، وتعمّد أن يقذف كلّ عابر بقطعة. أنا يا حمقى! أنا هنا واقف عريان كما ولدننى أمى! ها هو ذا جسدي كله أنا هنا يا أولاد الحلال، والله العظيم أنا أهه، أنا هنا يا محسنين، أنا هنا التفتوا حتى اضربوني، أنبوني، موتوني يا أولاد الكلب! أنا هنا الحق لا بد أن أبصق عليكم. استمروا غير مدركين أو مبالين. زعق وزعق وزعق وظل يزعق حتى انحشر الصوت في حنجرته، وانحاش صوته وأصبح لا يستطيع سوى مواء كمّواء القطط الشريدة الجائعة. أدرك أن لا فائدة. صعد إلى سطح العمارة، فتح نافذة الدور الأخير العاشر. دون لحظة تردّد – مخافة أن يتراجع، أو يعدل، فتّح النافذة، قفز. حين وصل جسده إلى الشارع، تكوّمت حيئّذاك فقط جثة مهشّمة الوجه، مدشدشة الرأس التفّ حولها مئات من محبّي الاستطلاع، واللاحول واللاقوة إلا بالله. كثرت التعليقات. فرّق أمناء الشرطة وعساكر الأمن الناس. جاءت عربة الإسعاف. فتح محضر. مجهول الهوية ذكروا إلى النيابة أحيل الدوسيهه أشّر الوكيل، دفنت الجثة. قيد الحادث ضد مجهول. أخذ الدوسيه رقم 19502 محفوظات.

## أنصاف الثائرين
كتب إدريس: «في الليل والعرّبة تجأر، تصعد، تميل، تتلوّى، صندوقها المغلق الكبير يتأرجح. في الليل والعائلة الغريبة منكمشة بجواره، الزوجة وضّعها الرجل لصّقّ الباب، غيرة عليها أن تكون محشورة في الوسط بينه وبين السائق، والأولاد في الدوّاسة. عباس السائق جذبته الأغنية وغرق في دوامتها، الليل صاحبه القديم والليل عمره، بل أصبح قدرّه، ولم يعد سواه ملجا يحميه من النهار. قطع عباس اندماجه وسأل: مريوط؟ مريوط؟» حجاج«الراكب، وصاحب الكومة الأسرة فرح، فالسائق في العادة ذلك الذي اعتاد الصمت، وقصر حواره دوما مع الموتور، إذا أجاب مضطرا خرجت الإجابة من أنفه. مريوط! لماذا مريوط؟».
نعرف أن حجاج كان يعمل في أرض زراعية يمتلكها الخواجة «شيميز» الفرنسي الذي أضطر لبيع الأرض للمالك الجديد «حسن الكبش» ليغادر مصر، ويستمر حجاج في العمل لدى مالك الأرض المصري الجديد:
"صاحبها الخواجة يبكى، فالعمر أضاعه، يصنع من الجنينة جنة قنواتها بالأسفلت ونقل الفاكهة والخضار يتم بقطار صغير ذي عربات قلّابة وأوناش وخيم للرش وموتورات. الخواجة كان أحسن ألف مرة أحسن! خواجة على غير الدّين والملة، لا يكذب ولا يغش، ولم يذهب ليحج ومعه حقيبة ضخمة فارغة، وعاد بملء عربة لوري بضائع للتجار والاستهلاك. الخواجة كان أحسن، وكان في أيامه وطنيا صميما، ووفديا قحا. وفي أسبوع واحد يبدا «شيميز» الفرنسي يفكر في البيع، ثم البيع، ثم تهريب الثمّن، والأسبوع التالي يجيء عليه وهو في مرسيليا وقد عاد إلى الوطن الأم، بينما كان في الحقيقة - وفي نفس هذا الوقت - يبكي وقد أحسّ لأول مرة أنه فقد الوطن الأم حقّا. كما كان يعامل «شيميز» ظل يعامل حسن بك، لم يكن هناك ما يدعو لاستمساك حسن الكبش بالسيد «حجاج» هذا، إنه من عائلة قوامها ألف رجل كلهم فقراء وأولى من حجاج بالعمل والماهية، ولكن أن يقلد الخواجة شيميز الذي اشترى منه المزرعة، بإبقاء حجاج مديرّا للحديقة والمزرعة بنفس راتبه ومسكنه في الركن الجنوبي للحديقة، بدا ليس هو السببّ الذي دفّعه للاستمساك به، فالبند الذي ورّد في العقد خاصا بهذا الموضوع كان في ذاته نكتة، بند لا يعني شيئا ولا يشترط للفكاك منه جزاءا كل ما في الأمر أنه يدفع للعجب، أن يتمسّك المالك السابق بموظف عنده بهذه الطريقة، مسألة لا بد فيها سر، سر حاول شيميز أن يشرحه له أكثر من مرة بقوله: إن حدائق كهذه ليست مجرد عقار أو سلعة، إنها
حيوان ومجتمّعات كالبشر ورعايتها تستلزم - كرعاية أي أسرة – الحبّ والرعاية والتفانيّ والحنان، وحجاج هو ذلك الراعي والأب. كان حريا بحسن بك (الكبش سابقا) أن يعز الارتباك ليس لما يصدره من أوامر إنما يعزوه كالعادة لتنفيذ الحجاج السيئ ويجعل من هذا سببا وجيها لفصله والتخلص منه، وهو بالضبط ما كان يتوقعه حجاج، وظل يتوقعه ولكنه الشيء الذي لم يحدث والذي ظل حجاج يضرب أخماسا في أسداس متسائلا عن سبب عدم حدوثه".
يواصل إدريس توضيح أن مالك الأرض الأجنبي كان يسمح بثورة «حجاج» على آرائه مادامت لصالح الأرض، ولكن المالك المصري كان لا يطيق المعارضة، وكانت النتيجة فساد الأرض والمحاصيل، وكانت النتيجة أيضا هي فصل حجاج من العمل ووجوده في سيارة عباس مع أسرته يبحث عن مكان يأويه:
"الليل قد خلا مرة أخرى إلا من لوري ذي سائق أعمش، وعائلته تبحث عن عمل مأوّى، أو عن مأوّى عمل، والموتور يزأر، وعباس يغني في الليل لما خلا إلا من الشاكي والنّوح على الدّوح. وينسى بقية الأغنية ليمد يده إلى عصا الفيتيس وإلى ما أصبح يصل إليه فوق الركبة ثم يتذكر عباس الأغنية ويجأر بصوته: للصابر الشاكي والليل يمتد ويستشري ومن بحر إلى محيط يصبح، والعربة بركابها تغرق فيه وتغرق، ولا حتى من نجمة قطب عند الفجر تشهد.
لماذا لم يقتله؟ لماذا لم يكبّ راكعا، وأمره إلى الله، ويقبل حذاءه؟".

## اقتلها
تنشأ علاقة بالنظر فقط بين شاب متدين وفتاة شيوعية في إحدى السجون يفصل بين الرجال والنساء فيه سورا من الأسلاك. يقول عنها إدريس:
"مصطفى ذلك الذي يرتدي جلبابا بلديا أبيضء حليق الشارب والذقن، رغم إيغاله في الإيمان بكل ما تؤمن به الجماعة، الصعيدي الأفندي الوسيم الذي ترتعش له قلوب العذارى، أيّ عذراء، من هاواي أو من الحبشة، من لوس أنجيلوس أو الأنفوشي! شاب ذكر يكاد يكون مصنوعا كله من مادة رجاليّة خالصة، وهو وحدّه الذي لا يعرف، بينما كل البنات والسيدات، وحتى الشبان والرجال يعرفون ويوقنون ودائما كلمة: يا خسارة على شبابه، تلمّحها أذنه وأحيانا عيناه. صاعدا عربة السجن
أو هابطا منها، في يده الحديد أو خاليا من الحديد.وقلب سوزان يدق، وما أغرب هذا القلبّ وهو يدق! فكأنما لا مبادئ ولا عقائد ولا نيران تحول بينه وبين الدق، إذا أراد أن يدق حتى وهو يتعمد ألا يراها، ولم يرفع عينه عن الأرض. طوال الأسبوع الأول كان يدرك أن قلبها كل مرة كان يزداد دقا لكن خافضا بصره أو رافعه كان لا بد أن تلتقيّ العين بالعين مرة، وهذه المرة دقّ قلبان، قلب من فولاذ عمره ما دق، وقلب من الوجد كان قد ذاب حتى تحول إلى عهن نفوش! شيوعيّة رقطاء، ولكن سبحانك ربي!
يكتب إدريس عن دعوات القيادات الدينية للشاب الوسيم المسجون قائلا:
"توكل يا ولّدي على المولى، فلقد قتلت فيك كلّ ما كان فيك يا مصطفى، وبسبيلها الآن لتأخذ منك كلّ ما تبقى لنا فيك لتقتلنا هذه المرة كلنا. إنها عدوّة، عدوتك، وعدوتنا، ولا حياة لك أو لنا لدعوتنا إلا مقتلها! لقد جاءوا بها خصوصا ليطعنونا من خلالك، وليصرّعونا بعد هذا؛ الشاب تلو الشاب، ولقد كانت البداية بك فلا بد أن تكون البداية بها. اقثلها يا بني! اقتلها وتوكّل. كانت الكلمات ثابتة، هامسة، كل كلمة منها كفيلة بخرق القائم بين الدنيا والآخرة وبين أيّ موت وأي حياة، وليس في المسائل نقاش ولكنّ أمرا كهذا لا بد أن يناقش، وبدأ مصطفى، بعدّما انصعق سبع مرات، في مرة يفتح فمه. فإذا بصفعة صوتية تأتيه من خلفه. من عملاق صنديد لا تّرحم نظراته، كان واقفا خلفه:
- ألم أقل لك يا مولانا؟ لقد سكرّته، الشيطانة ركبته! قال الشيخ بنفس هّمسه الباتر الذي لا ذّرة هوادة فيه:
- أتعرف معنى هذا يا مصطفى؟
- ما معناه يا سيدي وأميري؟
- ما دامت الشيطانة قد ركبتك فقد حلّ دمك أنت قبل أن يحل دمها هي: فإرادتنا من إرادته، وأمرنا من أمره، ومن يعصينا يعصيه، ويصيح أشد عداوة لنا من كل أعدائنا.
- ولكني لم أعص
- فلتطع إذن؛ فالتردّد عصيان قادم
- لست مترددا
- اقتلها إذن! تقتلها؟ أليس كذلك يا مصطفى؟
أنت يا مصطفى لن تفعّل في اللحظة المناسبة؛ أكثر من أنك ستكسر عظام حنجرة، عظام، مجرد عظام سوزان الجميلة هي السّحر الذي دوّخك، إن الحقيقة فليس هناك سوى عظمة؛ مجرد عظمة هشّة هي التي أصبحّت تحول بينك وبين بداية الخلد.أدخلّت كل يد من يديها في ثغرة بين عمودين، أطبقت بيدّيها على رأسه من الخلف في تساؤل ملهوف. جذبت الرأس إلى أمام فجأة، فاقشعر بدنه رعبا، وبرزت جبهته من ناحيتها. مدّت ومطّت شفتيها ولمست بهما جبهتّه؛ لتعرف إن كان محموما؛ فقد كان أصفر شاحب الوجه تماما، ويرتجف. ضعغطّت بشفتيها بكل ما تملك من قوة فوق الجبين حتى شحبت من الضغط أيضا شفتاها، ولم تعرف إن كانت ما أحسّت به حمى كانت عنده، أم حمّى ولّدها ضغط الشفتين. عيناه مفتوحتان إلى آخرهما وموجّهتان تماما إلى وجهها، ولكن لا يراها، أوقف السمع والبصر. بارتجافة أمسكها من كتفيها، ووسّط البحر العميق قذف مرة واحدة بنفسه؛ التفّت كلّ يد حول رقبتها النحيلة وأطبقت عليها. ذّهلت يّداه، انتظر انتفاضة انزعاج، إشاحة احتجاج ولكن الرقبة بقيّت ساكنة وديعة بين يديه، بل مالّت الرقبة إلى ناحية كي تلمس الساحرة بخدّها يدّه، كما تفعل القطة حين تطمئن إلى اليد التي تربت عليها. فتحّ عينيه ورآها، اتسعت عيناها اتّساع غير المصدّقة أول الأمر ثم المرعوبة لهنيهة بالكاد لا تصدقء ثم. ثم الساكتة الراغبة التي أسلّمت لحبيبها المصير؛ كلّ المصير. مرة واحدة وإلى الأبد، كل شيء تحفل به ملامحها إلا الخوف، لمحة خوف أو رعب أخرى. لم يلمحها حتى حين ازرق الوجه وبدأت العينان جحوظهما وانقطع التنفس، لا عضلة رقبة تختلج بالرعب، ولا عين تدمع، ولا لمحة من ملامحها تستعطف أو تستغيث، بل شبه ابتسامة بالغة الوّهن، ابتسامة يرعب أنها ابتسامة سعادة؛ سعادة من يزاول حبييه الحبّ معه، ويعطيه أخيرا كلّ ذاته ونفسه، وجسده
هو الذي أصبح يختلج بالرعب وكأنّ الخانق أصبح المخنوق! نظرات، يا إلهى تطلب الموت، ترجوه، تتمناه يديه وعلى يديه هو بالذات، والدنيا نهايتها تحل، والسعادة كلّها تغمر ملامحّها، سعادة الحبّ موتا، والموت حبا تغمر كل الملامح. والسعادة كلّها من بشّرتها التي تورّدّت زرقة تشرق، سعادة من أخيرا نالت كل ما تتمنى. يتبادلان القتل عيونا ووعيدا.

## صح
كان واضحا أن الصبىّ لا يمت إلى جاردن سيتي أبدا، فصبى حاف مثله، جلبابه قديم متآكل، ورأسه محلوق بالماكينة. صبي مثل هذا لا يمكن أن يمت أبدا إلى جاردن سيتى، حي القصور والفيللات والسفارات، أما كيف وصل إلى شوارع جاردن سيتي، فيبدو أنه أفاق فوجّد نفسه هناك، أو أنه ضلّ الطريق. كانت الدنيا في ساعاتها الأولى والشمس تلون الأرض. وتعثّر فجأة في شيء، ووجعته قدماه، وانحنى فوجد أن ما تعثر فيه كان قطعة حجر بيضاء، فرماها بغيظ على الأرض، ولم يكتف بهذا بل دفعها بقدمه، وطار الحجر إلى الأمام مسافة ثم توقف، وحين وصل إليه ضربه بقدمه ضربة قوية أخرى فطار الحجر. أمسك الحجر في قبضته، ومد سبابته لتلامس الحائط الذي كان يمشي بجواره. صنع باحتكاكه مع الحائط خطا أبيض، وأعجبته اللعبة فاستأنف المشي وهو يمر بالحجر على الحائط فيرسم خطا أبيض. واستأنف حك الحجر بسور حديقة السفارة الأمريكية. وكأنما أعجبه سور السفارة حين وجده طويلا لا ينتهي، فمضى يجري فيجري الخطّ بجواره، ويتوقف فيتوقف، ويحرك يده إلى أعلى وأسفل فيتموج الخط ويتعرج. انكب على السور ورسم خطا رأسيا. ولما انتهى كان قد كتب: «أممنا الشعب القنال»، وتراجع إلى الوراء وراح ينظر إلى ما صنعه وهو يلهث منفعلا. وحين انتهى فرك يدّه بشدة كمن أتعبته الكتابة وتراجع إلى الوراء ونظر إلى الجملة الأخيرة مليا ثم علّت وجهّه ابتسامة رضا فعض شفته السفلى وأخرج من فمه نقيقا، ثم عاد إلى الحائط ورسم علامة «صح» أسفل الجملة. وظل برهة يحدق في الجملة؛ كأنما ليتأكد أنها محفورة على حائط السور بطريقة ليس من السهل محوها، وأنها ستظل هكذا فترة طويلة، وسيعرف كل من يقرؤها بطريقة ما أنه كاتبها. ظل برهة يحدق في الجملة، ثم ارتعش نصفه الأعلى كلّه. وأخرج من حلقه صوتا
كصوت «العرسة»، ورفع قدّمه اليسرى وأمسكها بيده من الخلف وانطلق يحجل بقدم واحدة، ويمضي في الشارع المشمس الواسع.

## البطل
في ذلك اليوم مضت ساعات الصباح الأولى دون أن يجد جديد، فالمكتب هو المكتب والحجرة هي الحجرة، والأوراق تملا الأركان والأدراج وتطل من الدواليب وفناجين القهوة. رائحة غادية، والسجائر تستخرج خلسة؛ حتى لا يعزم أحد على أحد.وخمسة موظفين في حجرة، والوجوه كالعادة مقطّبة؛ مقطّبة وهي تتصفح الجرائد وتغلقها، ومقطبة وهي تحدق في السقف. قبل الظهر بقليل، جائني الساعي وقال: تليفون، وتليفون من أجلي كان يعني شينا من اثنين: إما عبد الخالق فاضي في مكتبه في وزارة الشئون ويريد أن يصبّح علي، أو كارثة حدثت في بيتنا ورأت العائلة أن تتصل بي على عجّل، وفي كل مرة يطلبني التليفون أقول: كارثة، وفي كل مرة أجد المتحدث هو عبد الخالق، وهذه المرة أيضا قلت: عبد الخالق؟ صباح الخير، وإذا بصوت غريب يقول: لأ أنا أحمد.
- أحمد مين؟
- قلتّها وأنا أخمن من عساه يكون فالأحمدات الذين أعرفهم لا يتجاوزون ثلاثة، وإذا به يقول: أنا أحمد عمر. وسألني مرة إن كنت حقا أذكره. وكانت صلّتى به محدودة وكل ما أعرفه عنه أنه كان في مدرسة التجارة المتوسطة أو الصنايع لست أدري، وأخذ الدبلوم أو لم يأخذه. ثم دخل الجيش حسب قانون التجنيد الإجباري. لماذا يكلمني أحمد في التليفون؟ صحيح أني فوجئت به ولكني أقول الحقّ فرحت وأحسست أني افتقدته طويلا. وعجبت، وسألته كيف يكلمني وهل عندهم في المعسكر تليفون؟ وأجابني: احنا معسكرين قريب من هنا وجنبي بقّال. ياه! داحنا شفنا العجب، دي حرب بجد والله العظيم! والطيارات والمدافع، تك تم تك تم. تصور حضرتك ما غيرتش الشراب بقالي ست أيام لما بقى شربات! سامع الطيارات؟
يستمر إدريس في حديث أحمد الذي يخبر محدثه أنه نجح بضربة من مدفعه أن يسقط طائرة ولم يصدق أنه فعلها ووصف ذلك بأنه هذا «شيء هايل» ويستمر إدريس:
«ومضى هو يقول: اسكت! مش امبارح الله يخرب بيوتهم ضرّبوا المعسكر بتاعنا؟ وكان يقولها ببساطة دفعتني لأن أسأله بنفس البساطة: وعملت ايه؟ مت؟ وضج التليفون بضحكته وقال: أبدا خمّناهم، قبل ما يضربوا المعسكر سيبناه. كان كل همي أن أعرف الخدمة التي يريدها لأستطيع القيام بها وأحس أني بهذا أساهم بنصيب ما في المعركة، فقلت: أمال. وترددت، فقد خجلت، ولكني استطردت: أمّال بتكلمني ليه؟ وما كادت الجملة تغادر فمي حتى أدركت أني قلت شيئا سخيفا، وأسرعت أتكلم وأمسح أثرها من الحديث كما يمسح الإنسان كلمة كتبّها خطأ، أسرعت أقول: قول يا أحمد عايز ايه؟ صحيح عايز ايه؟ أنا أخوك مفيش داعى للكسوف، قول لي عايز أيه؟ وسمعت صمتا في التليفون، وأدركت مدى الخجل الذي كان يعتريه، وطرقت أذني كلمة: أصل. وأعقبها صمت قصير أدركت أن أحمد لا بد يعض شفته السفلى خجلا، فتلك كانت عادته، وخمنت أنه سينطلق بعدها كالمدفع ويتكلم؛ فكما كان خجله يجعله يتعثر في أول الحديث، فكذلك كان يجعله ينطلق بسرعة في آخره. قال: إنت عارف؟ إدوني ساعة أجازة بعد الحكاية دي وأنا معرفشي نمرة إلا نمرة حضرتك، قلت اكلم حضرتك، دي حاجة هايلة قوي، مش كده؟ تصور! طيارة تقع. أنا أوقعها، أنا أوقعها؟ أنا مش مصدق بيتهيألي انها وقعت من نفسها، ولا يمكن حد تاني وقعها! سلم لي على محمد.ثم تلجلج كمن لا يعرف كيف ينهي الحديث. وحين وضعت السماعة كنت لا أزال غير مصدق أن أحمد طلبنى فقط من أجل أن يخبرنى بهذا الشئ الهايل وكانت السماعة لا تزال تضحك، ضحكة دسمة موفورة الصحة».

## نقد وتعليقات
كتب جابر عصفور على موقع الحياة في 12 مايو 1999: «أن عنوان مجموعة» اقتلها«ينطوي على متغير جديد في مسار قصص يوسف إدريس، سواء من حيث الإشارة المباشرة للكتابة في هذا القص إلى عنف الموت غيلة، وتحوّل هذه الإشارة إلى علامة يجسّدها العنوان الذي يفترش صفحة الغلاف بإيحاءاته الدالة. وهي الإيحاءات التي تبدأ من خطوط العنوان البيضاء المحاصرة باللون الأحمر القاني، واليدين الممتدتين بالموت إلى الضحية التي يطبق عليها اللون الأسود من كل جانب. وما أسرع ما تكتمل ترابطات هذه العلامات، وتمتلئ بالمعنى، مع قراءة قصة» اقتلها«التي تتحول إلى دال مزدوج في سياقها العام، سواء في إشارتها إلى مدلولاتها الخاصة، أو إشارة مدلولاتها الخاصة إلى مفارقة تغير في السياق العام لتتابع الكتابة التي تتولد عن زمن متحول. أقصد بذلك إلى أن القصة تستأنف التنويعات الدلالية لموضوع تيمة السجن في كتابة يوسف إدريس من ناحية، وتستهل مدارا مغلقا من الكتابة عن العنف العاري للقمع الديني الذي يفضي إلى فعل الاغتيال والقتل من ناحية مقابلة».
كتب الدكتور جابر عصفور في صحيفة الاهرام في 8 أغسطس 2021: «يختتم يوسف إدريس جسارة تعريته للتابوهات الاجتماعية بتعرية التابوهات الدينية التي جعلته يبتدئ الكتابة ضد الإرهاب الدينى. أظن أن عددا غير قليل من القراء قد لاحظوا هذا المعنى عندما قامت جريدة الأهرام بنشر قصته الدالة: (اقتلها)».

## وصلات خارجية
- المجموعة كاملة في موقع مؤسسة هنداوي

- اقتلها (قصص قصيرة)